# Абдулкерим Опелими
Абдулкерим-паша (тур. Abdülkerim Paşa), также известный как Абдулкерим Опелими (тур. Abdülkerim Öpelimi; 1872 — 16 января 1923, Стамбул, Османская империя) — военный деятель Османской империи. Командовал турецкими войсками на Кавказском фронте Первой мировой войны.
Первая битва Керим-паши состоялась, когда российский генерал П. И. Огановский атаковал оборону на холмах западнее Малазгирта в 1915 году. Керим-паша предпринял контр-атаку против русских, разгромил армию Огановского в битве при Малазгирте и захватил Малазгирт. Однако, Николай Юденич, заменивший Огановского, также предпринял контр-атаку и захватил Малазгирт.
Юденич приказал оставить Малазгирт, так как его армия уступала по численности армии Керим-паши, и преследовать Керим-пашу. Юденич разгромил его в битве при Кара-Килиссе. Паша отступил обратно к Малазгирту.
В 1916 году Керим-паша потерпел главное поражение в битве при Эрзеруме, после чего был отстранен от командования. В 1918 году командовал 3-й армией на Кавказском театре военных действий. После окончания войны Керим-Паша был турецким послом в правительстве Грузии. После Мудросского перемирия вернулся в Стамбул. Некоторое время был членом военного суда.